# Bosnià
El bosnià (bosanski jezik / босански језик) és una llengua eslava meridional, nadiua en els naturals de Bòsnia i Hercegovina. La llengua és principalment parlada a Bòsnia i Hercegovina i a la regió de Sandžak (entre Sèrbia i Montenegro, però de majoria bosniana). Aquesta llengua forma part de la branca lingüística del que va ser conegut com a serbocroat, des del segle xix fins a principis del 1990.
L'alfabet bosnià està basat en l'alfabet llatí. L'alfabet ciríl·lic és acceptat (però rarament utilitzat), sobretot per l'ampli ús que se'n va fer en el passat, durant l'època en què va formar part de l'antiga Iugoslàvia. El nom llengua bosniana és el nom acceptat entre els lingüistes bosnians i l'usat per l'estàndard ISO-639.

## Història
Tot i que l'alfabet llatí és usat en el bosnià modern, la més antiga manifestació escrita en aquesta llengua es troba en alfabet bosniociríl·lic o bosančica (també usat a la zona de Dalmàcia) que literalment vol dir 'llengua bosniana' i que data dels segles X-XI. Aquest tipus d'escriptura és de gran valor per a la història i la lingüística bosniana, per ser l'única manifestació purament originària de Bòsnia. A la vegada, relaciona la monarquia medieval bosniana (la qual l'utilitzava) amb la religió bosniana de la mateixa època (que també en feia ús). L'alfabet bosniociríl·lic es troba en nombrosos documents reials, així com en antigues tombes bosnianes. Un dels més antics exemples n'és la carta de formació de l'estat bosnià, del 1189, escrita pel líder bosnià Kulin Ban.
La considerable influència del bosančica a la Bòsnia medieval s'ha emprat com a eix de la controvèrsia en debats i propaganda al llarg de la història de les rivalitats entre bosnians, serbis i croats; aquests dos darrers grups han tendit a reclamar-lo com a propi, tot i el seu origen geogràfic bosnià.
Altres alfabets menys importants són el begovica (utilitzat per la noblesa bosniana) i l'arabica (d'origen àrab i breument utilitzat pels bosnians).
La ironia de la llengua bosniana és que el seu ús parlat presenta més homogeneïtat, a nivell col·loquial, que en els serbis o els croats, però fracassà, per raons històriques, en la seva estandardització durant el crucial segle xix.
El primer diccionari bosnià, un glossari bosnià-turc escrit per Muhamed Hevaji Uskufi, fou compost el 1631. Tot i això, a diferència de diccionaris en altres llengües que eren publicats regularment, l'obra d'Uskufi en romangué com a únic exemple. Com a mínim, dos factors en foren la causa:
- l'elit bosniana escrivia gairebé únicament en llengües estrangeres (àrab, turc, persa). La literatura vernacular, escrita en aràbic, era irregular;
- l'emancipació nacional bosniana es retardà respecte a la dels serbis i la dels croats, raó per la qual la projecció de la llengua bosniana no aixecà prou d'interès ni suport.

Les referències per a la llengua bosniana durant els segles xix i xx provenien de fora de Bòsnia-Hercegovina. Probablement, els escriptors bosnians més autèntics (els coneguts com a "Renaixença bosniana" al canvi de segle) escrivien en una varietat més similar a la forma croata que no pas a la sèrbia, utilitzant l'alfabet llatí, però amb característiques remarcables del bosnià, principalment lèxiques. Els principals autors de la Renaixença bosniana foren l'erudit, polític i poeta Safvet-beg Bašagić, el "poète maudit" Musa Ćazim Ćatić i el rondallaire Edhem Mulabdić.
En els dies de la Iugoslàvia comunista, tot i que el lèxic fou serbianitzat, l'escriptura llatina esdevingué dominant; se l'anomenà oficialment serbocroat. Després del col·lapse de Iugoslàvia, els bosnis van restar com els únics hereus del serbocroat híbrid.
En un nivell formal, la llengua bosniana està començant a prendre un marc distintiu: lèxicament, préstecs islàmics i orientals són cada cop més freqüents; fonèticament i fonològica, el fonema "h" apareix en moltes paraules com un tret característic de la parla dels bosnis, així com de la seva tradició lingüística; hi ha també alguns canvis en la gramàtica, la morfologia i l'ortografia que reflecteixen la tradició literària bosniana anterior a la Primera Guerra Mundial, principalment la referent a la Renaixença de principis del segle xx.

## Controvèrsia
El nom de la llengua és un tema controvertit per als veïns croats i serbis. Aquests anomenen la seva llengua croata i serbi, respectivament. La constitució de la Republika Srpska, en què el bosnià és també oficial, hi fa referència com a "la llengua parlada pels bosnians" ("Jezik kojim govore Bošnjaci"). L'ús de la llengua romandrà com una qüestió pendent mentre les tres entitats de Bòsnia-Hercegovina la continuïn anomenant segons el nom que n'identifica el rerefons ètnic. Les constitucions de RS i FBiH reconeixen les tres llengües, però és la gent qui rebutja establir un sol nom per allò que, en el fons, és una mateixa llengua.
La llengua bosniana (bošnjački jezik) porta també a la controvèrsia pel que fa a com se l'ha d'anomenar. Alguns lingüistes croats (Radoslav Katičić, Dalibor Brozović i Tomislav Ladan) consideren que caldria fer una diferència entre la paraula usada per a designar la llengua i aquella utilitzada per a anomenar els originaris de Bòsnia. D'altra banda, lingüistes i intel·lectuals bosnians (per exemple, Muhamed Filipović) consideren la interpretació de lingüistes serbis i croats com a accions nacionalistes contra l'ètnia bosniana i la seva identitat, ja que la posició de Sèrbia i de Croàcia durant la guerra va ser molt "antibosniana".
La República de Montenegro, per la seva banda, no reconeix la llengua bosniana. És, així, peculiar la situació que es dona en diverses localitats on, segons el cens del 2003, la majoria de la població parla "altres llengües", ja que les paperetes censals no tenen l'opció per a marcar el bosnià.
És important observar que l'acord de pau de Dayton especifica que la llengua bosniana és una llengua distintiva parlada pels bosnians de Bòsnia i Hercegovina. Aquest reconeixement oficial del bosnià és acceptat pels presidents signants de l'acord de Bòsnia i Hercegovina (Alija Izetbegović), Croàcia (Franjo Tuđman) i Sèrbia (Slobodan Milošević). D'aquesta manera, doncs, la llengua bosniana és oficialment reconeguda per la Constitució de Bòsnia i Hercegovina.
El bosnià, el serbi, el montenegrí i el croat són exemples de llengua ausbau. En aquest cas, una mateixa llengua sense massa diferències dialectals però amb denominacions diferents per raons purament polítiques.

## Fonologia

### Vocals
Els sistema vocàlic bosnià és simple, amb només cinc vocals. Totes les vocals són monoftongs. Caldria mencionar també que la lletra "R" es considera tant una vocal com una consonant. Actua com a vocal quan va envoltada per dues consonants, com en les paraules brzo (ràpid), trn (espina), mrk (fosc), vrlo (molt).

### Consonants
El sistema de consonants és més complicat i consta de sèries de consonants fricatives i palatals.